# Équipe cycliste Asics-CGA
ASICS - CGA est une ancienne équipe cycliste italienne sponsorisé par Asics, ayant existé entre 1997 et 1998.

## Principaux coureurs
- Michele Bartoli
- Filippo Simeoni
- Andrea Noè
- Claudio Chiappucci
- Paolo Bettini
- Ivan Basso

## Palmarès et statistiques

### Principales victoires

#### Classiques
L'équipe remporte entre 1997 et 1998 2 classiques majeures du calendrier.
- Championnat de Zurich : 1998 (Michele Bartoli)
- Liège-Bastogne-Liège : 1998 (Michele Bartoli)

- Coupe du monde de cyclisme :
  - Classement individuel : 1998 (Michele Bartoli )

#### Grands tours
L'équipe compte 4 participations dans les grands tours entre 1994 et 2002, avec les résultats suivants :
| - Tour de France - 1 participation (1998) - 0 victoire d'étape - Victoire finale : 0 - Meilleur résultat : - Autres classements : 0 | - Tour d'Italie - 2 participations (1997 et 1998) - 3 victoires d'étapes : - 1 en 1997 : Alessandro Baronti - 2 en 1998 : Andrea Noé, Michele Bartoli - Victoire finale : 0 - Meilleur résultat : - Autres classements : 0 | - Tour d'Espagne - 1 participation (1997) - 0 victoire d'étape - Victoire finale : 0 - Meilleur résultat : - Autres classements : 0 |

### Classements UCI
De 1997 à 1998, l'équipe est classée parmi les Groupes Sportifs I, la première catégorie des équipes cyclistes professionnelles. Les classements détaillés ci-dessous pour cette période sont ceux de la formation en fin de saison.
| Saison | Classement par équipes | Meilleur coureur au classement individuel |
| ------ | ---------------------- | ----------------------------------------- |
| 1997   | ??                     | ??                                        |
| 1998   | ??                     | ??                                        |